# Студёное (Орловская область)
Студёное — село в Должанском районе Орловской области России. Входит в состав Вышне-Ольшанского сельского поселения. На 2018 год в Студёном числится 11 улиц, высота центра селения над уровнем моря — 201 м.
В «Списке населённых мест Орловской губернии по сведениям 1866 года» обозначено как казённое село Студеной Колодезъ при ручье Барановом в 29 верстах от Ливен по левую сторону от Муравской торговой дороги. В селе располагались волостное правление и православная церковь. Количество жителей составляло 2000 человек обоего пола.
Согласно данным за 1870-е годы в бывшем государственном селе Студеный Колодезь Вышне-Ольшанской волости Ливенского уезда насчитывалось 1884 жителя, имелись церковь, школа, две лавки, а на Пасху устраивалась ярмарка.

## Население
| 2002 | 2010 |
| ---- | ---- |
| 407  | ↘288 |